# Tito Vetúrio Calvino
Tito Vetúrio Calvino ou Tibério Vetúrio Calvino (em latim: Titus/Tiberius Veturius Calvinus) foi um político da gente Vetúria da República Romana, eleito cônsul por duas vezes, em 334 e 321 a.C., com Espúrio Postúmio Albino Caudino nas duas ocasiões.

## Primeiro consulado (334 a.C.)
Foi eleito cônsul em 334 a.C. com Espúrio Postúmio Albino Caudino e os dois imediatamente invadiram o território dos sidicínios. Porém, por conta da grande quantidade de guerreiros amealhada pelo inimigo e do relato de que uma força de samnitas vinha para ajudar, um ditador foi nomeado, Públio Cornélio Rufino.

## Segundo consulado (321 a.C.)
Em 321 a.C., Tito Vetúrio foi eleito novamente com Espúrio Postúmio Albino Caudino e os dois atacaram os samnitas de Caio Pôncio durante a Segunda Guerra Samnita. Foram derrotados na Batalha das Forcas Caudinas, perto de Cáudio, e obrigados a se render com todo o seu exército, que teve que "passar por baixo da canga", um humilhante gesto de submissão ao inimigo.
Como preço pela libertação de sua libertação e do exército, ele, Tito Vetúrio e todos os demais comandantes tiveram que jurar, em nome da República, uma humilhante paz. Ao retornarem a Roma, os cônsules, por causa de sua desgraça, entregaram os cargos e a posição de senadores. Eleitos os novos cônsules, Lúcio Papírio Cursor e Quinto Publílio Filão, os dois ex-cônsules propuseram que todos os que haviam jurado a paz (inclusive eles próprios) deveriam ser despidos, amarrados e entregues aos samnitas pelos feciais. O historiador Lívio cita grande parte do discurso de Espúrio Postúmio ao Senado sobre o assunto. A proposta foi aceita e ele e todos os demais prisioneiros foram levados aos samnitas, mas Caio Pôncio se recusou a aceitar a rendição, alegando que ela estava sendo utilizada para anular o tratado (desfavorável a Roma) firmado no final da Batalha das Forcas Caudinas.
Tito Vetúrio não conseguiu mais se reabilitar e a gente Vetúria, por causa da derrota, levou mais de cem anos para conseguir chegar ao consulado novamente, sofrendo uma forte decadência daí em diante.